# Hipparchia pseudalliona
Hipparchia pseudalliona är en fjärilsart som beskrevs av Le Charles 1953. Hipparchia pseudalliona ingår i släktet Hipparchia och familjen praktfjärilar. Inga underarter finns listade i Catalogue of Life.